# 鳩子の海
『鳩子の海』（はとこのうみ）は、1974年（昭和49年）4月1日から1975年（昭和50年）4月5日まで放送されたNHK連続テレビ小説の第14作。

## 概要
広島への原爆投下など、戦争のショックで記憶を失い、瀬戸内の港町（山口県熊毛郡上関町）で育てられた少女の放浪の軌跡を描いた。なお、このドラマの舞台の一つとなった結城紬の産地問屋・奥順の「結城紬ミュージアム つむぎの館」（茨城県結城市）には、2024年時点においても本作の資料が保管されている。
ヒロインの幼少期を演じた斎藤こず恵はこの作品でデビューし、第7回テレビ大賞特別賞を受賞した。また鳩子の青年期を演じた藤田美保子は、このドラマの主要舞台である山口県の出身である。
放送中、番組を見たという広島市在住の被爆者の老人（男性）が、市内萬代橋近くで見たという被爆後の惨状を描いた絵を広島放送局に持参してきた。広島局ではこれをきっかけに市民から原爆の絵を募集したところ、多くの絵が寄せられた。以後広島局では原爆体験を後世に伝える活動を続けており、毎年手紙を募集して8月6日前後に放送で紹介している（詳細は原爆の絵運動参照）。
劇中で頻繁に流され本作品「イメージソング」的位置づけになっている挿入歌「日本よ日本」は、戦争末期、軍を脱走中の天兵と出会った少女時代の鳩子が、戦意高揚のための歌曲募集に応募するため天兵とともに即興で作詞作曲した歌という設定である。
1974年8月28日、「台本執筆の遅れその他」を理由に脚本を林秀彦から中井多津夫に交代させるとNHKが発表した。交代に関して放送作家組合から抗議が来たため、9月3日には中井の担当を第27週から31週のみとした。また、こういうことがあったため1年間の放送はリスクがあるとの判断から次作品から半年間の放送になり、1年間放送の作品は1983年度の『おしん』まで途絶えた。
1974年から1975年の平均視聴率は47.2％、最高視聴率は53.3％（関東地区、ビデオリサーチ調べ）。
放送ライブラリーでは第1回が公開。

## キャスト
鳩子（桃宴仮名子）
演 - 藤田美保子（幼少期: 斉藤こず恵）
夫・榊原清久
演 - 岡田裕介
矢部天兵
演 - 夏八木勲
宮前時子
演 - 小林千登勢
娘・優子
演 - 伊藤めぐみ
祖父・軍吉
演 - 吉田義夫
祖母・波江
演 - 滝奈保栄
民夫
演 - 樋浦勉
国行先生（国行誠二）
演 - 森下哲夫
冬人
演 - 堀内正美
人兵
演 - 嵐勘忍
太郎
演 - 長谷川淳史
吉川
演 - 岩井正博
初音
演 - 池波志乃
その他
演 - 進藤英太郎、鈴木光枝、高橋悦史、伊藤つかさ、柳川慶子

## スタッフ
- 原作 - 林秀彦[9]
- 脚本 - 中井多津夫[10]
- 音楽 - 冬木透[9]
- イメージソング「日本よ日本」（作詞 - 林秀彦、作曲・編曲 - 冬木透、歌 - 斎藤こず恵）
- 題字 - 堀桂琴[9]
- 制作 - 浦野進[9]
- 美術 - 金沢譲太郎[9]
- 技術 - 吉村政明[9]
- 効果 - 柏原宣一[9]
- 演出 - 都成潔[9]、安江泰雅
- 語り - 藤田美保子

## その他
- NHK公式には第1回、最終回及び家庭用VTRで寄贈された38回分が現存されている。当時は放送局用ビデオテープ（2インチVTR）が非常に高価で大型だったために放送終了後に別作品を撮影するため上書き消去された。
  - 2008年3月15日放送の「お宝TVデラックス」（NHK）にて、斎藤こず恵の父が当時自宅で番組を録画したビデオテープを保管していることが判明した。
  - 2015年8月18日放送の『ひるまえほっと』で山本耕一から提供された第311回（1975年4月4日放送）の一部が放送された[11]。
- 本作品にちなみあさひ製菓から『鳩子の海』と命名した和菓子が販売され、柳井市の公式サイトで山口県を代表する特産品と紹介されている[12]。

## 関連文献
- 林秀彦『鳩子 1（海流篇）』日本放送出版協会、1974年7月25日。
- 林秀彦『鳩子 2（風紋篇）』日本放送出版協会、1974年12月1日。
- 林秀彦『鳩子 3（天象篇）』日本放送出版協会、1975年4月1日。